# بودي لوف
بودي لوف هو مُسلسل راديو تلفزيوني طويل حيثُ تُواجه الشَّخصيات فيه مَشاكل صحية شائعة وتُحاول التَعامل مَعها بِاستخدام حُلول عَملية بِالإضافة إلى نِظام غذائي أكثر صحية.
مُروجٌ على أنه «المُسلسل التلفزيوني الطويل المُناسب لك», بودي لوف يَستخدم دراما خَيالية للوصول إلى المُشاهدين الأمريكيين الأفارقة مع رَسائل تُروج إلى أنماط حياة صحية. البَرنامج مَبني على قواعِد التَّرفيه التعليمي والتي تم التَّوصية بها من اجل الوصول إلى الجُمهور الذين لم تَصل إليهم طُرق التثقيف الصحي التَّقليدية ورَسائل التَّرويج لِلصحة.
الفئة المُستهدفة من قِبل البَرنامج هم الأمريكيين الأفارقة الذين يُعانون العديد من هذه المَشاكل الصحية بأعداد غير مُتكافئة.(على سبيل المِثال: مُعدل وفيات مَرضى السُّكري لدى السود أعلى من ضِعف المُعدل بِالنسبة للبيض.) بيتسي هنتر، المُخرجة التنفذية للمؤسسةِ غير الربحية ميديا فورهيلث، قَالت لِصحيفة برمنغهام نيوز«إذا لم تستطع ان تَسلِّ فلن تستطيع ابداً ان تغير السُّلوك الصحي».

## المُلخص
في كُل حلقة أُسبوعية مدتها 15 دقيقة تَتعامل الشَّخصيات مع مُختلف المَشاكل الصحية بينما تَسعى لِلتعامل مع عَلاقاتها الشَّخصية وحَل الأزمات المادية والعاطفية.
تتمَحور هذهِ الدراما حول الشَّخصيات التي تعمل وتُمضي وقتها في صالون تجميل خَيالي في برمنغهام ، ألاباما يُدعى بودي لوف. يُركز بودي لوف على عائلةِ فانيسا لوف امرأة إفريقية أمريكية في أَوائل مُنتصف العُمر والتي تَملك الصَّالون وتُعاني من مَشاكل تَتعلق بِالحِمية الغذائية وارتفاع ضغط الدم وزيادة في الوزن وتعاطي المخدرات والتوتر والموت.كما وأن فانيسا تقوم بِتربية ثلاثةِ أطفال بمُساعدة طَفيفة من زوجِها الذي يتعافى من الإدمان على الكُحول. تُحقق الشَّخصيات تَقدماً عن طريقِ تغييراتٍ بَسيطة في نمط الحياة.

## التاريخ
تم إنشاء بودي لوف من قِبل الدكتورة كوني كولر،بروفيسورة جَامعية تُدرس الصحة العامة في جَامعةِ ألاباما في بريمنغهام. بدءَ البَرنامج في عام 2002 كَسلسلة واحدة من 10 حَلقات على محطةِ بريمنغهام WJLD (1400 AM). وقد توسعَ البَرنامج سريعاً في كِلا المَجالين، النَّطاق والتَّغطية، لِيصبح مَلحمة مُتعددة السَّنوات مَشهورةٌ في كُل مَراكز ألاباما السَّكنية.
تم بثُّ أول 80 حَلقة من بودي لوف عَبر ولايةِ ألاباما في اربعةِ مواسم كُل مَوسم مُكون من 20 حلقة خِلال الفترة من 2002 إلى 2007. وبعد استراحة لِجمع التبرعات، استئنفَت كولر وشركاؤها كِتابة وإنتاج حَلقات جديدة والتي تم البدءُ في عرضِها في أواخر عام 2008 بعد قيامِ المَحطات المَحلية بِعرض الأجزاء السَّابقة بِشكل دوري. تم كِتابة حَلقات البرنامج من قِبل كُلية UAB وطُلاب الUAB في حِصص كتابةِ السِيناريوهات والتي دُرِّست من قِبل لي شاكلفورد.
بودي لوف هو حالياً مَشروع لِمؤسسة ميديا فور هيلث وكُلية الصحة العامة في جَامعة ألاباما في برمنغهام. ميديا فور هيلث هي مؤسسة خاصة غير ربحية تشَّكلت في ايلول عام 2006 لِإنتاج وترويج وتَوزيع بودي لوف. يتم تمويل بودي لوف من قِبل مؤسسات خيرية وَطنية ومَحلية بِالشراكة مع برنامج شُركاء تمويل المُبادرات المَحلية لِمؤسسة روبرت وود جونسون.

## العرض
في مُعظم المَحطات التَّابعة كُل حَلقة تُتبع بِفترة مُحادثة لِمدة 45 دقيقة حيثُ يُمكن للمستمعين ان يتحدثوا لِمختصين مَحليين في الصحة والحُصول على مَعلومات عن المَصادر المَحلية للصحة.على سَبيل الِمثال في WJUS في ماريون،ألاباما البَرنامج يُقدم محلياً من قِبل المُمرضة المُعتمدة فرانسيس فورد والتي تَختتم العرض بِإتصال مع مُستمع على الهواءِ لِتقديم المَشورة والدَّعم وخُطوات عَملية لِصحةٍ أفضل.وبما أن ثُلث سُكان مُقاطعة بيري تقريباً يعيشون في فقرٍ تَقوم فورد بِتفصيل نَصائحها الغِذائية لِتُناسب الميزانيات المَحلية على الهواءِ مُباشرةً. في WJJN في دوثان – ألاباما الِإتصال بِالبرنامج التَابع لِكل حَلقة يُقدم من قِبل الطبيبة هارييت سيرسي، المُديرة الطبية في مَركز الخدمات العائلي أَلفريد ساليبا في عيادة صحةِ العائلة. في مَحطة برمنغهام WJLD (1400 AM) المُقدمون هم الأطباء باميلا بلامر وجان روبنسون وبينتا رين التي كانت ايضاً جزءاً من مَجموعة كُتاب نَص بودي لوف.

## الشركات التابعة
المَحطات في ألاباما التي بَثت بودي لوف هي:-
WEUP-FM وWEUV في هانتسفيل، WHBB في سلما، WHIY في مولتن، WJDB في توماسفيل، WJJN في دوثان،WJLD في بريمنغهام، WJUS في ماريون، WRJX في جاكسون، WSYA في اننيستون، WTLS في تالاسي، WTSK في توسكالوسا، WVAS في مونتجمري، WZZA في توسكومبيا وWMFC في مونروفيل. يتم عرض البرنامج أيضاً في محطات بِكل من أتلانتا,جورجيا، جاكسون,ميسيسيبي، وبورت سانت لوسي في فلوريدا.
عدا عن العرضِ المُباشر على الهواءِ، يُمكن للحَلقات أن تُعرض عَبر الإنترنت من خلالِ المَوقع الرَّسمي لِWBHJ في بريمنجهام - ألاباما.

## الطاقم
الطاقم والذي يتَضمن مُمثلين مُحترفين وهواة يؤدي تحت إِشراف الرَّئيس لِجامعة ألاباما في قِسم المَسرح في برمنجهام.
مُدرجين أبجدياً حسب أسماءِ الشَّخصيات بِاللغة الأنجليزية:-
- فاضلية ... شيريل هول
- كيفرون ... جيمس ويتسن الثاني
- مابل ... تينا ويلسون
- مايا ... شاليثيا ويليامز
- مايلز ... ريك لويس
- مو ... كين تالي
- باتريشيا هيغينز ... دونا ماربوري
- القس هيغينز ... كوينتون كوكريل (السنة الأولى) / مايكل ريد (السنة الثانية وما بعدها)
- روزالين ... فانيسا أندرسون
- شاول ... جيمس أ. مكارتي جونيور
- توري مالافيت...ت.ج
- فانيسا لوف ... أودري كوين
- دكتور جيمند ... بينيتا ري
- سوني ... لواين شيلدري

## المُستقبل
كولر وشركاؤها يعملون على حَلقات جديدة من بودي لوف بِالإضافة إلى برنامجٍ قَادم مُدته 3 دقائق لِلحلقةِ الواحدةِ يُركز على البدانة. ومن المُفترض عَرضُه على مَحطات الراديو في المناطق الحَضارية التي فيها أعداد كبيرة من السُّكان الأفارقة الأمريكان وسيكون مُمول من قِبل مؤسسة الصحة الوطنية.

## وصلات خارجية
https://web.archive.org/web/20080707092824/http://www.soph.uab.edu/bodylove/